# Casa di bambola (fumetto)
Casa di bambola (The Sandman: The Doll's House) è un volume antologico pubblicato nel 1990 negli Stati Uniti d'America dalla DC Comics che raccoglie un ciclo di storie pubblicate originariamente nella serie a fumetti Sandman, scritta da Neil Gaiman e illustrata da vari disegnatori negli anni novanta; fu il primo della serie di dieci volumi antologici a essere pubblicato anche se le storie presenti sono cronologicamente successive a quelle contenute nel volume Preludi e notturni.

Il titolo non deriva dalla celebre omonima pièce teatrale di Henrik Ibsen, bensì da un omonimo racconto per l'infanzia di Rumer Godden.

## Storia editoriale
The Doll's House fu la prima raccolta in copertina rigida di Sandman. La prima edizione stampata nel 1990 comprendeva i n. da 8 a 16, e il suo successo posto alla stampa di Preludi e notturni, che invece comprendeva i n. da 1 a 8. Edizioni successive di The Doll's House avrebbero omesso il n. 8.
Fu scritto da Neil Gaiman, illustrato da Mike Dringenberg, Malcom Jones III, Chris Bachalo, Michael Zulli e Steve Parkhouse, colorato da Robbie Busch e letterato da Todd Klein.
La raccolta fu poi inserita in un volume con copertina rigida nel 1995. L'edizione in raccolta comprese una prefazione dell'amico di Neil Gaiman Clive Barker.

## Trama
Come parte di un rituale maschile, un uomo anziano nel deserto raccontò ad un giovane una storia antica, narrando il tragico amore di Sogno per la Regina Nada. Temendo le conseguenze nell'innamorarsi di un immortale, Nada rifiutò Sogno. Arrabbiato, Sogno inviò Nada all'Inferno, dove rimase fino ad oggi.
Nel frattempo, il fratello androgino di Sogno, Desiderio, chiamò la sua gemella Disperazione per informarla di un nuovo vortice onirico: le due alludevano ad un piano contro Sogno.
Sogno passò in rassegna un censimento del suo regno, e scoprì che quattro delle sue creazioni erano mancanti; così decise di andare a cercarle.
Sulla Terra, la giovane Rose Walker e sua madre Miranda incontrarono Unity Kinkaid, una vittima dell'encefalite letargica che era presente quando Sogno fu imprigionato.. La ragazza fu stuprata nel sonno, e rimase incinta di Miranda. Miranda fu adottata, e non seppe mai niente di Unity. Unity, invece, decise di andare a cercare sua figlia e sua nipote per conoscerle prima di morire. Mentre Miranda rimase in Inghilterra con Unity, Rose trovò suo fratello minore, Jed, e gli raccontò tutto.
Il padre di Rose, che si occupò di Jed, morì e lasciò il giovane ad alcuni parenti distanti illegittimi. Mentre tentava di scovarne le tracce, Rose prese residenza in una pensione piena di personaggi peculiari, inclusi Chantal e Zelda, un'ambigua coppia lesbica che indossava costantemente abiti da sposa e possedeva una collezione di ragni ripieni; Ken e Barbie, una coppia estremamente yuppie; l'eccentrico Gilbert, uno che si auto definisce un "cavaliere errante dilettante"; e il signore Hal, un omosessuale che si esibisce nei nightclubs come drag queen. Di notte, Rose sognò suo fratello.
Le nuove persone che si prendevano cura di Jed lo tenevano segregato nella cantina mentre loro godevano dei benefici monetari che ricevettero perché si occupassero di lui. Nel frattempo, Brute e Glob, due creature create da Sogno, fuggirono dal Sogno e andarono ad abitare nella mente di Jed. Jed fu libero quando Sogno venne a riprendersi le sue creazioni, ma dato che vagava da solo per la strada gli fu dato un passaggio dal Corinto, un incubo evaso.
Sogno si prese un intervallo dalla sua missione per incontrare Hob Gadling, a cui Sogno diede l'immortalità nel 1389. I due condividono un drink nella stessa taverna ogni cento anni.
Sulla via per trovare Jed, Rose e Gilbert si fermarono in un hotel. Il Corinto portò Jed allo stesso albergo, dove avrebbe partecipato ad una convention di compagni serial killer. Gilbert riconobbe il Corinto, e disse a Rose che se fosse stata in pericolo avrebbe dovuto chiamare "Morpheus", il nome di Sogno. Quando uno dei serial killer tentò di farle del male, Rose chiamò Morpheus, che subito arrivò. Sogno distrusse il Corinto con facilità e punì i partecipanti alla convention portando via da loro i sogni di grandezza, facendo loro comprendere quanto patetici e privi di significato fossero le loro vite e i loro crimini.
Gilbert trovò Jed nel retro della macchina del Corinto, e lo portò in ospedale. Miranda, tornata in Inghilterra, trovò che a Unity mancava poco per andarsene, e decise così di darle conforto nei suoi ultimi momenti.
Sogno informò Rose che si trovava in un vortice onirico, e che il mondo sarebbe stato distrutto se non l'avesse uccisa. Gilbert, che era il quarto delle creazioni mancanti, offrì la sua vita in cambio di quella di Rose. Sogno gli disse che non era un'opzione. Tuttavia, prima che Sogno uccidesse Rose, sua nonna Unity entrò nel Sogno e disse a Morpheus di uccidere lei invece. Era Unity ad essere destinata ad essere il vortice onirico, ma non lo divenne mai a causa della sua malattia, e così il vortice fu passato a sua nipote. Rose diede a Unity il suo "cuore", un oggetto che la rendeva il vortice, e in quel momento Unity morì naturalmente nel mondo reale, distruggendo così il vortice. Sogno spiegò a Rose che c'era molto che egli non comprendeva, ma che lei non doveva preoccuparsi di ciò.
Dopo mesi passati a pensare, Sogno si confrontò con Desiderio e le sue decisioni. Desiderio ammise di aver stuprato Unity in un elaborato piano per costringere il fratello ad assassinare il suo stesso sangue, cosa che avrebbe distrutto il Sogno. Sogno avvertì Desiderio di non immischiarsi mai più nei suoi affari.

## Elenco delle storie
Tute le storie sono state scritte da Neil Gaiman.
| Numero | Titolo                  | Scrittore   | Illustratore                           | Inchiostratore    | Colorista    | Letterista    | Ast Editor | Editore      |
| ------ | ----------------------- | ----------- | -------------------------------------- | ----------------- | ------------ | ------------- | ---------- | ------------ |
| 8      | The Sound of Her Wings  | Neil Gaiman | Mike Dringenberg                       | Malcolm Jones III | Robbie Busch | Todd Klein    | Art Young  | Karen Berger |
| 9      | Racconti nella Sabbia   | Neil Gaiman | Mike Dringenberg                       | Malcolm Jones III | Robbie Busch | Todd Klein    | Art Young  | Karen Berger |
| 10     | Casa di Bambole         | Neil Gaiman | Mike Dringenberg                       | Malcolm Jones III | Robbie Busch | Todd Klein    | Art Young  | Karen Berger |
| 11     | Moving In               | Neil Gaiman | Mike Dringenberg                       | Malcolm Jones III | Robbie Busch | John Costanza | Art Young  | Karen Berger |
| 12     | Casa dei Giochi         | Neil Gaiman | Chris Bachalo                          | Malcolm Jones III | Robbie Busch | John Costanza | Art Young  | Karen Berger |
| 13     | Uomini di Buona Fortuna | Neil Gaiman | Michael Zulli                          | Steve Parkhouse   | Robbie Busch | Todd Klein    | Art Young  | Karen Berger |
| 14     | Collezionisti           | Neil Gaiman | Mike Dringenberg                       | Malcolm Jones III | Robbie Busch | Todd Klein    | Art Young  | Karen Berger |
| 15     | Nella Notte             | Neil Gaiman | Mike Dringenberg w/ aiuto da Sam Kieth | Malcolm Jones III | Robbie Busch | Todd Klein    | Art Young  | Karen Berger |
| 16     | Cuori Perduti           | Neil Gaiman | Mike Dringenberg                       | Malcolm Jones III | Robbie Busch | Todd Klein    | Tom Peyer  | Karen Berger |